# Burlănești, Edineț
Burlănești este satul de reședință al comunei cu același nume  din raionul Edineț, Republica Moldova.

## Istoric
Satul Burlănești este atestat documentar pentru prima dată în anul 1632:
„7140 <1632> aprilie 25.
 
Carte de la Alexandru Iliaș voievod, întăritura lui Todir Jora pârcălab pe jumătate de sat de Burlănești, în ținutul Hotinului, ce au luat-o cu strâmbul de la Lupul Talpă comis pentru jumătate de sat de Hlinița, în ținutul Cernăuțului.”
La 1930 se afla în plasa Briceni, județul Hotin.

## Geografie
La nord-vest de sat este amplasat defileul Burlănești, arie protejată din categoria monumentelor naturii de tip geologic sau paleontologic.

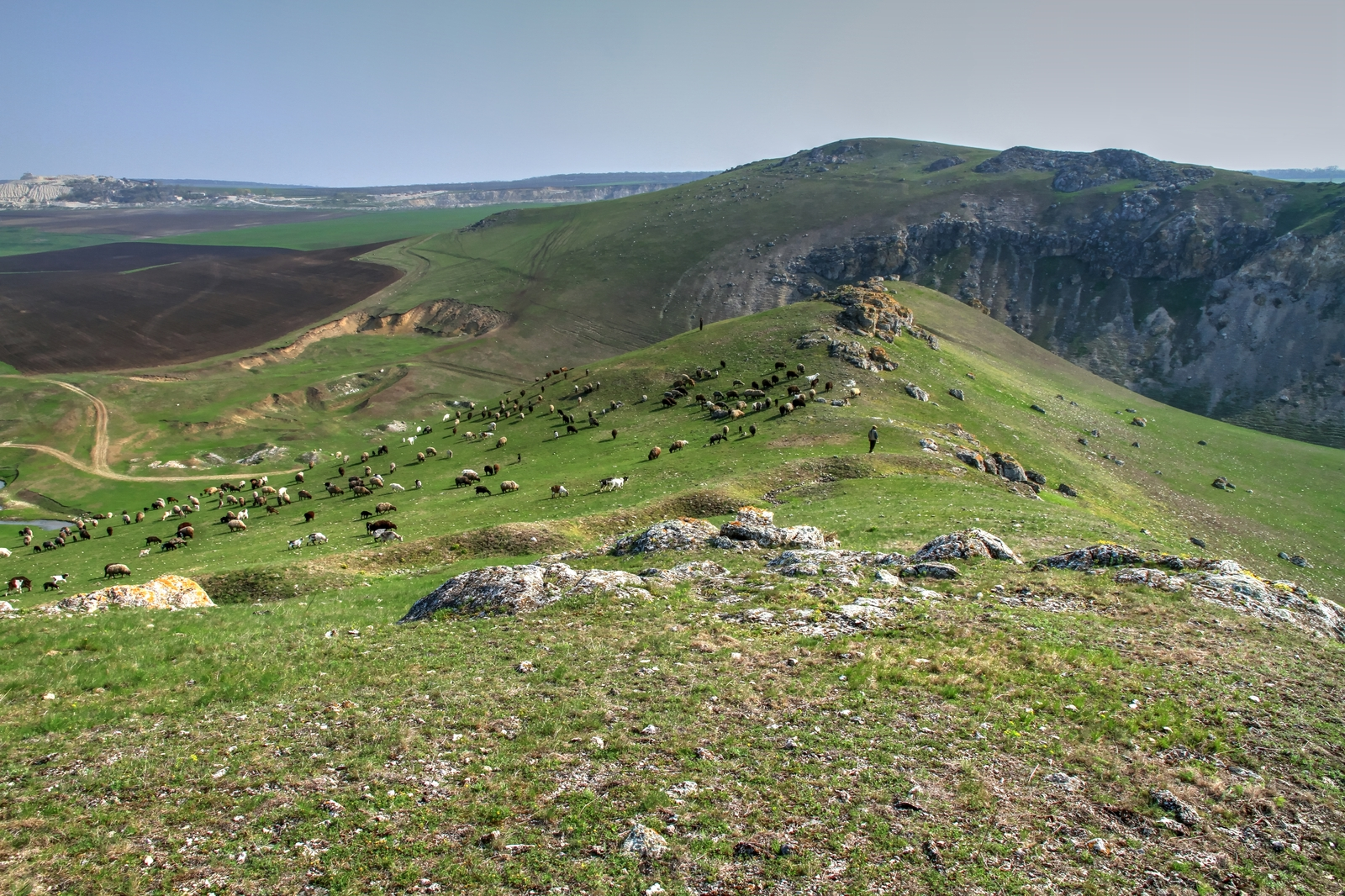
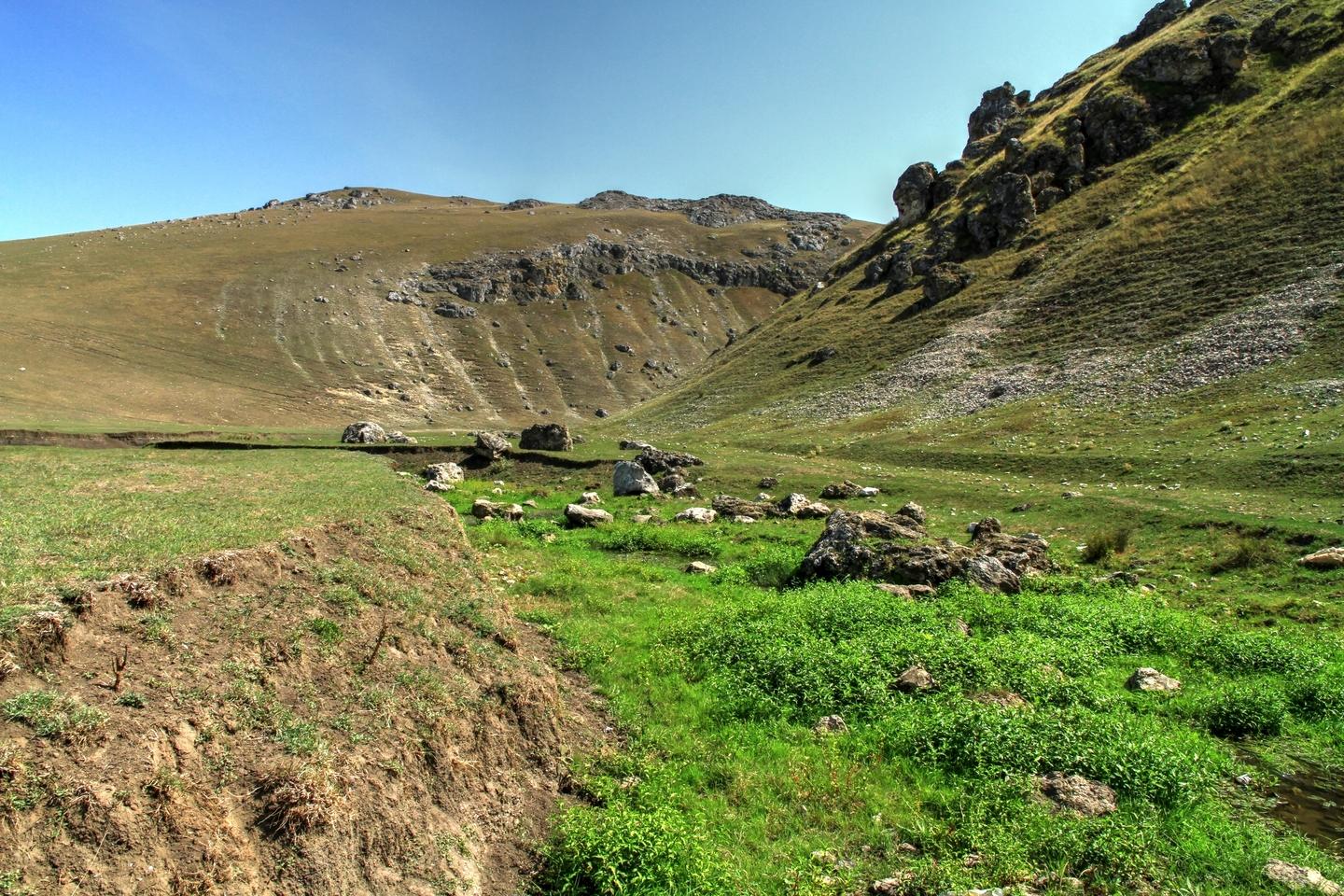
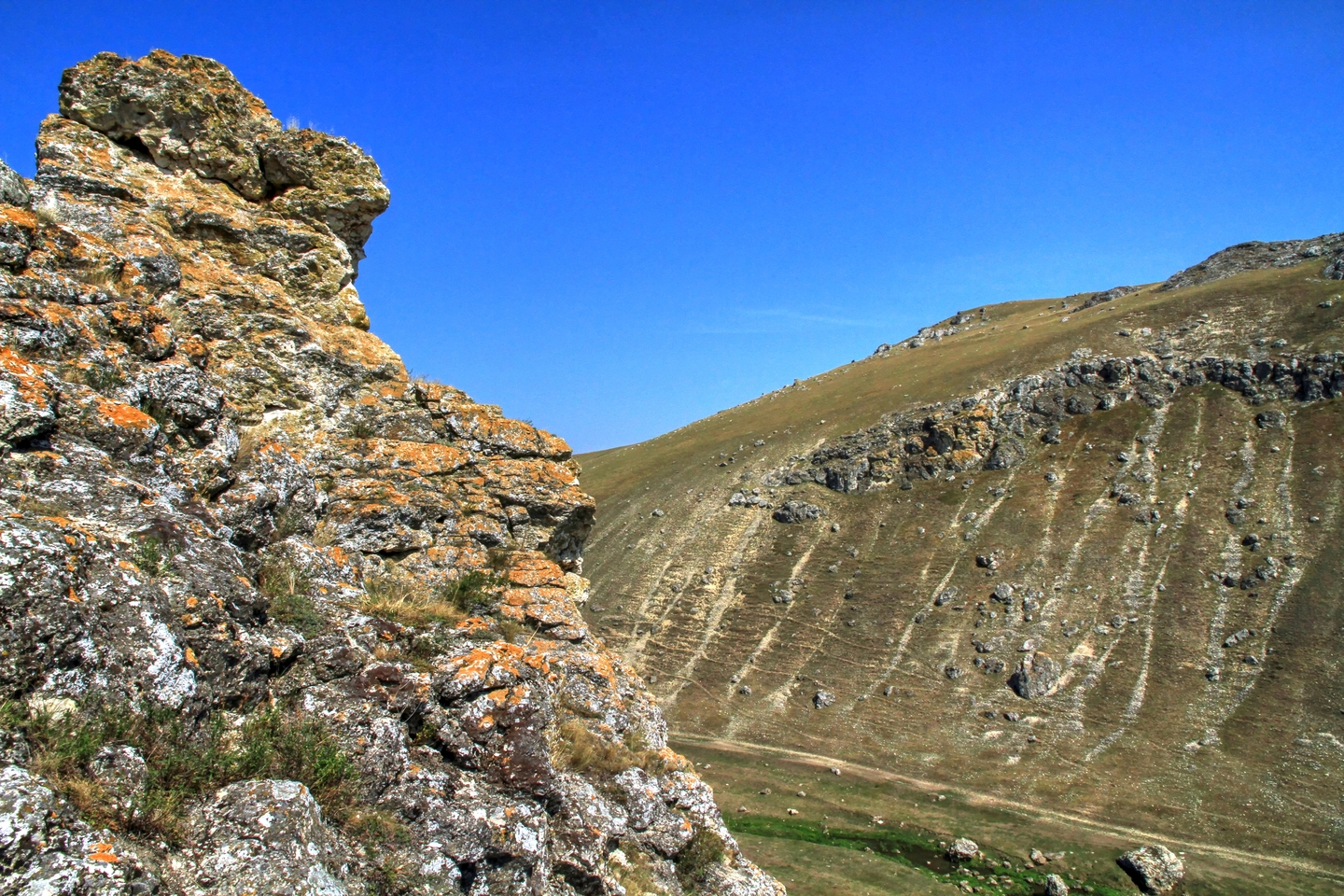
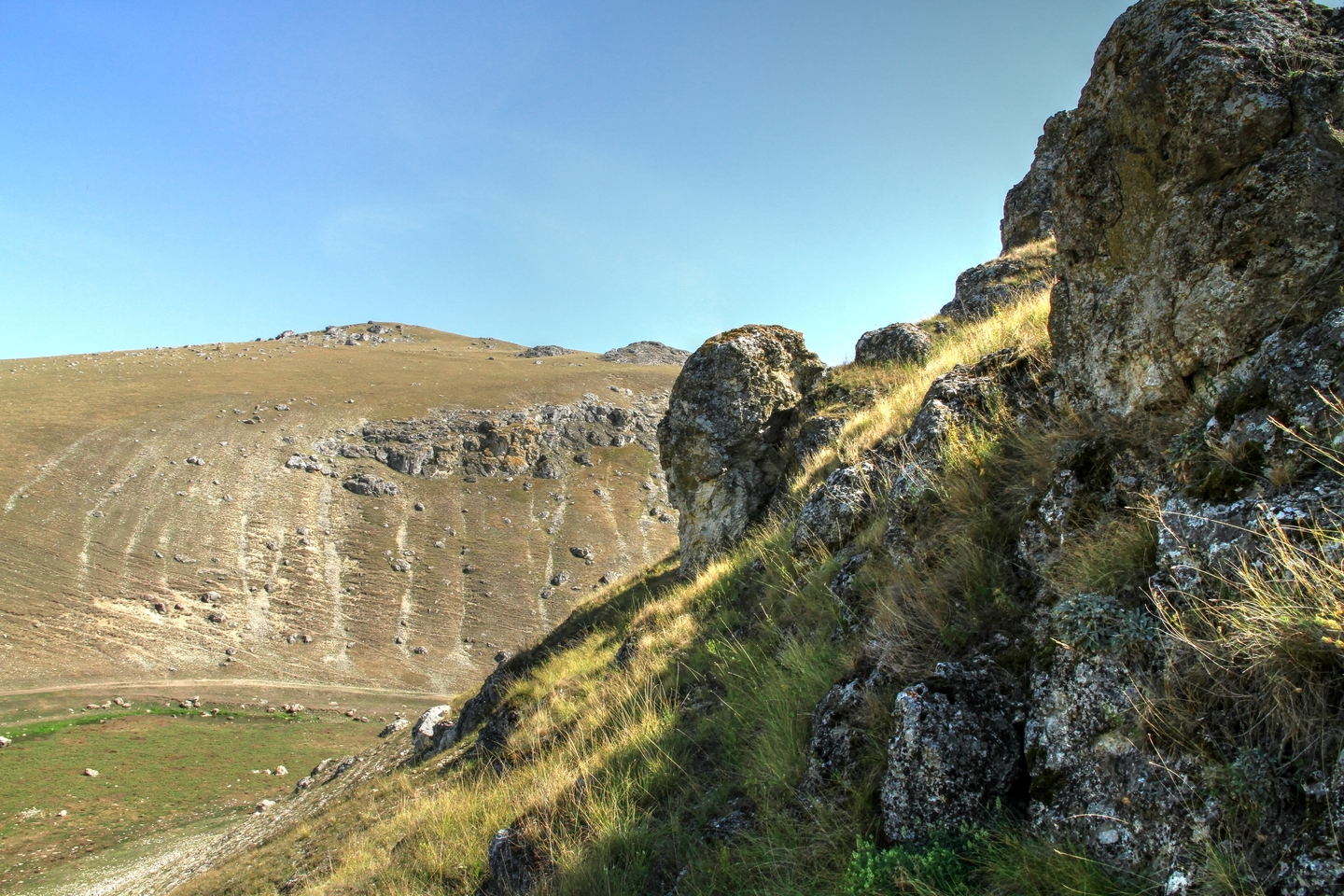

## Demografie

### Structura etnică
Structura etnică a satului conform recensământului populației din 2004:
| Grup etnic         | Populație | % Procentaj |
| ------------------ | --------- | ----------- |
| Moldoveni / Români | 1380      | 98,09%      |
| Ruși               | 17        | 1,21%       |
| Ucraineni          | 8         | 0,57%       |
| Polonezi           | 1         | 0,07%       |
| Alții              | 1         | 0,07%       |
| Total              | 1407      | 100%        |